# Vito Rosario Petrocelli
Vito Rosario Petrocelli (Taranto, 8 febbraio 1964) è un politico italiano.

## Biografia
Nato a Taranto, ma vive a Matera; è sposato e ha due figli.
Ha conseguito la laurea in geologia, di professione è geologo libero professionista. È attualmente presidente dell’istituto Italia-BRICS. 

### Attività politica
In gioventù milita nella sinistra extraparlamentare: comincia all'età di sedici anni da Autonomia Operaia e successivamente passa al Partito dei CARC.
Nel 2013 viene eletto senatore della XVII legislatura della Repubblica Italiana nella circoscrizione Basilicata per il Movimento 5 Stelle. Ha fatto parte della Commissione Industria nel ruolo di segretario. Dal 14 aprile 2014 è segretario d'aula del gruppo M5S al Senato. Il 14 luglio dello stesso anno viene eletto nuovo capogruppo del M5S al Senato battendo al ballottaggio la collega di partito Nunzia Catalfo. L'8 ottobre, nel corso della dura contestazione al Ministro del Lavoro Giuliano Poletti sul Jobs Act, viene espulso dall'aula del Senato dal presidente Pietro Grasso, tra le proteste del M5S. È il primo caso, nella storia della Repubblica Italiana, di espulsione di un capogruppo da un'aula parlamentare.
Alle elezioni del 2018 viene rieletto senatore. Il 21 giugno dello stesso anno viene eletto Presidente della III Commissione permanente Affari Esteri e emigrazione. Il 29 luglio 2020 viene riconfermato nel medesimo ruolo. Dopo l'azzeramento della Commissione, il 12 maggio 2022 cessa nel suo ruolo di Presidente. Dal 13 maggio al 18 maggio dello stesso anno prende il posto di Ettore Licheri nella XIV Commissione permanente Politiche dell'Unione Europea. Il 18 maggio aderisce al gruppo parlamentare CAL-Alt-PC-IdV e conseguentemente si iscrive alla X Commissione permanente Industria, commercio, turismo.
Il 24 aprile seguente, insieme agli ex colleghi parlamentari Emanuele Dessì e Mattia Crucioli e a Igor Camilli di Patria Socialista, lancia il nuovo partito di sinistra NOI (Nuovo Ordine Internazionalista).

## Controversie

### Prese di posizione
In politica estera si dichiara filocinese e scettico riguardo al genocidio culturale degli uiguri in Cina. Si dichiara inoltre filorusso, tanto che, in una cerchia ristretta di colleghi e amici, viene soprannominato Petrov.

### Invasione russa dell'Ucraina del 2022
Nel marzo 2022, con l'acuirsi dell'invasione russa in Ucraina queste sue posizioni hanno comportato un allontanamento dalla linea del governo italiano e da quelle del suo stesso partito. Il 1º marzo ha votato contro le Comunicazioni del Presidente del Consiglio Mario Draghi, nelle quali si condannava l'operato di Mosca.
Nelle settimane successive ha più volte opposto la sua contrarietà all'invio di armi a Kiev (manifestando sostegno alla Russia e alla proposta di una via più diplomatica) e alla conseguente richiesta di aumentare al 2% del PIL la spesa militare italiana. Le sue dichiarazioni hanno spinto i colleghi della Commissione Affari Esteri a chiederne a gran voce le dimissioni. Il 22 marzo il senatore pentastellato ha poi disertato la riunione del Parlamento in seduta comune in videocollegamento col Presidente ucraino Volodymyr Zelens'kyj, affermando che "l'Italia è un paese cobelligerante" e invitando il partito "a staccare la spina all'esecutivo".
Il 6 aprile, il Comitato di garanzia del Movimento 5 Stelle apre un procedimento di espulsione nei suoi confronti per aver votato contro la fiducia sul decreto Ucraina.
Il 25 aprile 2022 Petrocelli pubblica un tweet, riguardo ai festeggiamenti della festa della liberazione, contenente la Z russa, simbolo dell'invasione. Il tweet suscita durissime critiche provenienti da diversi esponenti politici italiani, come Paola Taverna e Stefano Buffagni dello stesso Movimento 5 Stelle, oltre a rappresentanti di Partito Democratico, Italia Viva, Azione e +Europa. Da più parti vengono chieste le dimissioni di Petrocelli, mentre il senatore Alessandro Alfieri (PD) ha sollecitato l'intervento della Presidente del Senato Maria Elisabetta Alberti Casellati. In serata, Giuseppe Conte ha annunciato l'espulsione di Petrocelli dal Movimento 5 Stelle.

#### Crisi e dimissioni della Commissione Affari Esteri
In seguito alle numerose richieste di dimissioni dalla presidenza della Commissione Affari Esteri, a cui Petrocelli ha sempre opposto un netto rifiuto, il 4 maggio 2022 i componenti della Commissione annunciano, presso la Giunta per il Regolamento, le loro dimissioni in massa di modo da determinare la decadenza del presidente. Petrocelli, in risposta, sconvoca le riunioni della Commissione e annuncia di voler presentare ricorso davanti alla Corte Costituzionale.
Il 10 maggio 2022 la Giunta per il Regolamento dispone lo scioglimento della Commissione Affari Esteri, facendo di conseguenza decadere Petrocelli dalla carica di presidente.